# Померли у квітні 2013
|  | Службовий список статей, створений для координації робіт з розвитку теми. Це попередження не встановлюється на інформаційні списки і глосарії. |

Це список значимих людей, що померли 2013 року, упорядкований за датою смерті. Під кожною датою перелік в алфавітному порядку за прізвищем або псевдонімом.
Смерті значимих тварин та інших біологічних форм життя також зазначаються тут.
Типовий запис містить інформацію в такій послідовності:
- Ім'я, вік, країна громадянства і рід занять (причина значимості), встановлена причина смерті і посилання.

## Квітень

### 28 квітня
- Євген Огір, 32, український продюсер, рак шлунку.

### 26 квітня
- Джордж Джонс, 81, американський кантрі-виконавець.

### 22 квітня
- Річі Хевенс, 72, американський фолк-музикант, серцевий напад.

### 19 квітня
- Франсуа Жакоб, 92, французький мікробіолог та генетик, лауреат Нобелівської премії з фізіології та медицини 1965 року

### 16 квітня
- Антонюк Андрій Данилович, 69, художник

### 14
- Гуренко Станіслав Іванович, 76, Перший секретар ЦК КПУ (1990—1991).
- Єсипенко Павло Євменович, 93, український будівельник і державний діяч.
- Колін Девіс, 85, британський диригент, один з найвідоміших у світі диригентів другої половини XX ст.

### 11 квітня
- Керсек Іван Володимирович, 57, український кінооператор.[1]

### 10 квітня
- Роберт Джеффрі Едвардс, 87, британський вчений-фізіолог, лауреат Нобелівської премії з фізіології і медицини за 2010 рік
- Джиммі Докінс, 76, американський блюзовий співак і гітарист, автор пісень, музичний продюсер.

### 8 квітня
- Сара Монтьель, 85, зірка іспанського кінематографа і естрадна співачка  [Архівовано 5 березня 2016 у Wayback Machine.]
- Маргарет Тетчер, 87, прем'єр-міністр Великої Британії (1979—1990).

### 7 квітня
- Карл Вільямс, 53, американський боксер-професіонал, чемпіон світу за версією USBA у важкій вазі.

### 6 квітня
- Бігас Луна, 67, іспанський кінорежисер і сценарист, рак.[2]

### 5 квітня
- Лісовол Віктор Іванович, 81, український бандурист і композитор[3]
- Марцеліюс Мартінайтіс, 77, литовський поет, есеїст, перекладач, журналіст, драматург лялькових театрів[4]

### 4 квітня
- Роджер Еберт, 70, американський кінокритик і сценарист, рак щитоподібної і слинної залоз[5]

### 1 квітня
- Матієшин Іван Семенович, 62, український благодійник та політичний діяч.